# モンケセル
モンケセル（モンゴル語: Möngkeser、? - 1253年）は、13世紀にモンゴル帝国に仕えたチャアト・ジャライル部出身の軍人・政治家。
『元史』などの漢文史料では忙哥撒児(mánggēsāér)、『集史』などのペルシア語史料ではمنكاسار نویان(Munkāsār Nūyān)と記される。モンケサルとも。

## 概要

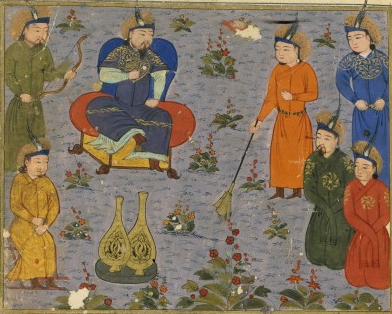
モンケセル・ノヤンによるオゴデイ諸子の審問・処刑（『集史』「モンケ・カアン紀」パリ写本）

### 出自
『元史』巻124によるとモンケセルはチャアト・ジャライル部出身のチラウン・カイチの曾孫で、祖父のチョア、父のノカイらは代々モンゴル帝国に仕えてきた勲臣の家系であった。モンケセルは若い頃からチンギス・カンの末子のトルイに仕え、金朝遠征では鳳翔攻略に功績を挙げた。その剛明さを買われて後にジャルグチ（断事官）とされ、トルイの長男のモンケより重く用いられるようになった。

### モンケの即位に至るまで
1236年、ジョチ家のバトゥを総司令とするヨーロッパ遠征が始まると、モンケセルはモンケ率いる部隊に従軍してルーシ・アスト・キプチャク諸国の征服に貢献した。モンケセルは戦闘においては常に先陣に立って数数の武功を挙げる一方、戦利品の宝玉は惜しみなく諸将に分け与えたため、モンケはますますモンケセルを重用するようになった。遠征からの帰国後、モンケはモンケセルに自らのオルドの統治を委ね、モンケセルは紀律でもってこれを厳しく治めた。太后や妃であっても、過失を犯した時にはモンケセルは全てを把握・処理したため、モンケのオルドに仕える者は皆モンケセルを恐れ憚ったという。このようなモンケセルの地位を、『元史』は「位は三公の上にあり、漢語で言う所の大将軍に当たる(其位在三公之上、猶漢之大将軍也)」、『集史』は「[モンケの]御前に控える御家人筆頭(sarwar-i umarāʿ)」、『五族譜』は「断事官の長官で、非常に強力で地位が高く、内務長官であった」とそれぞれ表現している。
第2代皇帝オゴデイの死後、モンゴル帝国ではオゴデイの庶長子のグユクを推すオゴデイ家を中心とする勢力と、モンケを推すトルイ家を中心とする勢力との間で政争が起こり、モンケセルもモンケ支持者の一人として活躍した。皇后ドレゲネの政治工作で一度はグユクが即位したが、グユクは即位後数年で亡くなったため、今度はオゴデイの孫のシレムンとモンケとの間で帝位が争われることとなった。シレムンを推す勢力は「生前のオゴデイがシレムンを後継者にしようと述べていた」ことを主張したが、モンケセルは「汝らの言が真実ならば、何故先の帝位選出においてシレムンを推さずにグユクを推戴したのか？」と述べて敵陣営の論理的矛盾をついた。また、モンケが幼少期にオゴデイの下で育てられていた時にオゴデイから「天下は君のものとなるだろう」と語られたことを挙げ、オゴデイがシレムンに天下を与えようと言われたのも仁愛の心から出たその場限りのものであると主張した。モンケセルの熱弁の甲斐あって、最終的にモンケが第4代皇帝に選ばれることになった。

### モンケ・カアンの筆頭御家人として
モンケの即位後、これに不満を持つオゴデイ家勢力はシレムンを担ぎ出してクーデターを画策したが、事態を察知したモンケセルは先手を打って敵対勢力を全て捕らえてしまい、そのほとんどを審理の上処刑とした。この時の粛正によってジェルメ家、イルゲイ家といった建国以来の名家のいくつかは没落してしまい、彼等の業績は後世に残らなくなってしまった。この時の粛正はモンゴル帝国内でも広く知られており、『集史』「モンケ・カアン紀」でも詳述されるほか、『集史』のパリ写本にはモンケセルがクーデターの首謀者を審理する様子がミニアチュールに描かれている。
1253年秋、モンケセルは万人隊長（万戸）に任ぜられたが、それから間もなくして亡くなった。モンケセルの死後、オゴデイ家を始め多数の人々を処刑してきたことによってモンケセルを謗る声が上がったため、モンケ・カアンはモンケセルの子らに「身を立てるに正直であれ、行動を起こすには貞潔たれ。さもなければ、汝らの父を憎む者から敵意を向けられるであろう」という旨の訓戒をしたという。

## 子孫
モンケセルにはトゴン（脱歓）、ドルジ（脱児赤）、エセン・テムル（也先帖木児）、テムル・ブカ（帖木児不花）という四人の息子がいた。

### トゴン
モンケセルの死後、その後を継いで万人隊長となったが、子供を残さずに亡くなった。

### ドルジ
息子のメンリ・テムル（明礼帖木児）はナヤン・カダアンの乱鎮圧に従軍して功績を挙げ、その孫のエセンは延徽寺卿となった。

### エセン・テムル
ハルガスン（哈剌合孫）という息子がいた。

### テムル・ブカ
息子のパーディシャーは武宗・仁宗・英宗・泰定帝の治世に高官として活躍した。

### ヒンドゥクル
フレグの西アジア遠征に従軍してイラン方面に移住し、ヒンドゥクルの一族はフレグ・ウルスに仕えるようになった。

## チャアト・ジャライル部チラウン・カイチ家
- チラウン・カイチ（Čila'un Qayiči ＞赤老温愷赤/chìlǎowēn kǎichì）
  - トゲ（Tüge ＞禿格/tūgé）
    - ブギデイ（Bügidei ＞不吉歹/bùjídǎi）

  - カシ（Qaši ＞合失/héshī）
  - チョア（Čo'a ＞搠阿/shuòā）
    - ノカイ（Noqai ＞那海/nàhǎi）
      - 大断事官モンケセル（Möngkeser ＞忙哥撒児/mánggēsāér,منكاسار/Munkāsār）
        - 万人隊長トゴン（Toγon ＞脱歓/tuōhuān）
        - ドルジ（Dorǰi ＞脱児赤/tuōérchì）
          - メンリ・テムル（Mengli Temür ＞明礼帖木児/mínglǐ tièmùér）

        - エセン・テムル（Esen Temür ＞也先帖木児/yĕxiān tièmùér）
          - ハルガスン（Qarγasun ＞哈剌合孫/hālàhésūn）

        - テムル・ブカ（Temür buqa ＞帖木児不花/tièmùér bùhuā）
          - 中書右丞相パーディシャー（Pādišāh ＞伯答沙/bǎidāshā）

        - ヒンドゥクル（Hinduqur ＞hindūqūr/هندقور）